# 風見章

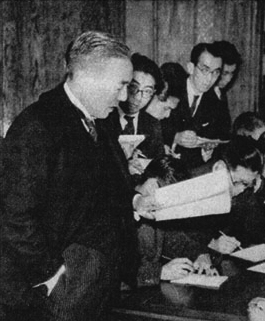
近衛内閣総辞職の声明を読み上げる風見書記官長（昭和14年1月4日）

風見 章（かざみ あきら、1886年〈明治19年〉2月12日 - 1961年〈昭和36年〉12月20日）は、日本の政治家。位階は正三位。立憲民政党、国民同盟、日本社会党に所属し、衆議院議員を9期務めた。第1次近衛内閣で内閣書記官長、第2次近衛内閣で司法大臣を歴任。茨城県豊田郡水海道町（現在の常総市）出身。水海道市名誉市民。

## 生涯

### 生い立ち・政界進出以前
茨城県豊田郡水海道町高野の農家に、二男三女の末子として生まれる。1898年、旧制土浦中学校（現在の茨城県立土浦第一高等学校）に入学（風見は入学者中最年少であり、周囲は年上ばかりだったという）。その後、家からの距離が遠かったため旧制下妻中学校（現在の茨城県立下妻第一高等学校）に転入する。しかし、禁令を無視して野球試合の観戦に行き、それをとがめ首謀者の取調べを行なおうとした校長への排斥運動に加わって放校となった。風見は生涯を通してスポーツ自体に関心がなかったようで、この事件は教師たちに反抗してのこととされている。
その後旧制水海道中学校（現在の茨城県立水海道第一高等学校）に編入。水海道中学校では、他校を放校されての編入ということで白眼視されたが、やがて友人もでき、同校の第1回卒業生となった。卒業後早稲田大学予科に入学。雄弁会に所属し、そこで中野正剛、緒方竹虎らと親交を持った。予科（3年制）卒業、本科（3年制）に進学、早稲田大学政治経済学部政治学科進学。
1909年に早稲田大学政治経済学部を卒業し、国際通信、朝日新聞記者などを経て、1923年から5年間、信濃毎日新聞主筆として労働者や農民の側に立った論陣を張った。林千勝によると、風見は1927年（昭和2年）岡谷製糸争議に加わり、社説で共産党員と同じ運動論を連日展開した。また、同年12月から1928年1月まで「マルクスに付いて」という署名記事を信濃毎日新聞に12回連載し、共産党宣言を最大級の賛辞とともに紹介した。この長野時代、在日カナダ人宣教師ダニエル・ノーマンと家族ぐるみの付き合いをしていた。

### 政界進出後（戦前・戦中）
1928年、信濃毎日新聞を退社して第16回衆議院議員総選挙に茨城3区から出馬するも落選。1930年、第17回衆議院議員総選挙で立憲民政党からトップ当選（以後4回連続当選）。1931年11月21日、安達謙蔵の声明を起草。協力内閣運動の失敗から1932年には脱党し国民同盟に参加した。
1936年6月、滝正雄らとともに国策研究会を発足させる。各党、各派中堅議員による横断的、無党派による研究会であった。
第一次近衛内閣発足の数か月前、昭和研究会の支那問題研究会の委員長に就任。1937年6月4日に第一次近衛内閣が成立すると、首相となった近衛文麿は当時全く面識の無かった風見を内閣書記官長に抜擢。風見は日中の関係改善を目指すが、同年7月7日に盧溝橋事件が勃発した。当時の参謀総長は皇族の閑院宮載仁親王であり、参謀次長今井清と支那駐屯軍司令官田代皖一郎は揃って病床にあったため、陸軍が組織の機能不全の為に戦線拡大に消極的であった。当初近衛内閣は不拡大を唱え7月11日には現地で和平が成立するが、この日の閣議後に風見は朝日新聞、読売新聞ら報道陣の代表者と政財界各方面の有力者を官邸に招く。ここで近衛は内地三個師団を派兵する北支派兵声明を発表、和平交渉を破壊した。この後も近衛内閣は不拡大方針を掲げる一方で、7月17日には1,000万円余の予備費支出を閣議決定。7月26日には、陸軍が要求していない9,700万円余の第一次北支事変費予算案を閣議決定し、さらに7月31日には4億円超の第二次北支事変費予算を追加するなど、陸軍を事変拡大の方向へと圧迫していた。
1940年5月、近衛を党首とする新党の結成を目指す新体制運動を有馬頼寧らと共に開始。近衛文麿、木戸幸一、有馬頼寧の3名が5月26日付で「新党樹立に関する覚書」を作成した際には、既成政党を全て抹消するよう進言している。近衛がこれに賛同し、7月発足した第2次近衛内閣で風見を司法大臣にした。特に立憲政友会（分裂中）・立憲民政党の2大政党に内紛を惹き起こさせて同党を解散に追い込む政治工作（風見や有馬達はこれを「政党爆破工作」と称した）は、没後に遺族の好意によって歴史学者に公開された『風見章日記』によって知られるようになった。運動が10月大政翼賛会の結成に至ったのちに、風見は12月に大臣を辞任した。書記官長就任以前からの親友であり、書記官長時代に風見が内閣の嘱託に抜擢した尾崎秀実が41年10月にゾルゲ事件で逮捕され、風見自身も証人として検察当局の尋問を受けるなど社会的に苦境に立たされたこともあり、1942年4月の翼賛選挙に翼賛政治体制協議会の推薦を受けるが、総選挙中に立候補を辞退。その後帰農。

### 戦後
1946年、GHQによって公職追放の処分を受ける。1951年の追放解除後、翌1952年の第25回衆議院議員総選挙に無所属で当選（以後5回連続当選）し政界復帰する。1954年1月には憲法擁護国民連合の代表委員となり、翌1955年1月に左派社会党に入党、10月の左右社会党統一時に党顧問となった。日ソ協会副会長、日中国交回復国民会議理事長、アジア・アフリカ連帯委員会代表委員、世界平和評議会評議委員として活動。
1957年には訪中して周恩来と会談した。また、岸信介内閣の台湾政権支持、長崎国旗事件に反発し、1958年7月14日、中島健蔵、細川嘉六、伊藤武雄と連名で中国への「侵略」に対する「反省声明」を発表した。
1959年より体調を崩し、翌年9度目の当選を果たすも、1961年12月20日に死去。75歳没。叙正三位、叙勲一等授瑞宝章。 
12月22日の衆議院本会議では、冒頭に全議員が1分間の黙祷を行い、弔詞を贈ることを決議し、同郷の赤城宗徳が追悼演説を行った。また、風見の危篤の知らせを受けた水海道市議会は12月18日に臨時市議会を開き、名誉市民条例案を満場一致で可決し、その第一号に風見を指定した。

## その他
- 白洲次郎別邸武相荘の一室には今も風見の「武相荘」の額が飾られている。また、母校水海道一高の校長室には校訓額が飾られている。
- 尾崎秀実をマルクス主義の殉教者と評し、「わが尾崎が、絞首台にはこべる足音は、天皇制政権にむかって、弔いの鐘の響きであり、同時に、新しい時代へと、この民族を導くべき進軍ラッパではなかったか、どうか。解答は急がずともよかろう。歴史がまもなく、正しい判決を下してくれるにちがいない」と述べている[4]。
- 政治評論家森田実は風見を実質的な師匠と仰いでおり、中華人民共和国に対する態度など、思想的に継承した部分もみられる。ちなみに森田の結婚式の媒酌人は風見であった[5]。
- 1982年に回顧録『近衛内閣』が中公文庫で再刊された。また2008年2月、『風見章日記・関係資料　1936－1947』がみすず書房から刊行されている。
- 1938年7月、5・15事件で服役中の海軍中尉の古賀清志らが特赦で出獄し、山本五十六海軍次官と風見内閣書記官長のところへ挨拶に行って、それぞれ千円（2018年現在の貨幣価値で500万円）ずつもらったという[6]。
- 風見と米内光政とはとても親しい間柄でさかんに行き来や文通をしていた。風見が米内のもとへ出向くといつも山本五十六がいて、三人で策を練っていた[1]。
- 長男の風見博太郎によると、風見は近衛文麿、山本五十六、米内光政と数多くの手紙のやり取りをしており、終戦後すぐにすべてを焼却した[7][8]。
- 岩手県北上市の観光名所の展勝地の名付け親は風見とされる。のちに黒沢尻町長となる沢藤幸治が北上川沿いに桜の木を植えることを構想し、桜を植える会の名称について沢藤は当時親交のあった風見に相談した。風見は現地に行き、陣ヶ丘に登り、この地からの眺めが素晴らしく、展望のきいた名勝・景勝の地の意味から、展望の「展」と景勝地の「勝」をとって「展勝会」と名づけた。そこから同地を「展勝地」と呼ぶようになった[9]。

## 著作
- 『近衛内閣』日本出版共同、1951年7月。 NCID BN03307832。全国書誌番号:51005509。
  - 『近衛内閣』中央公論社〈中公文庫〉、1982年8月。 NCID BN0622277X。全国書誌番号:82047980。
- 『祖国』理論社、1952年9月。 NCID BN11167105。全国書誌番号:52006699。
- 『鬼怒川雑記』常陽新聞社、1953年12月。全国書誌番号:88043485。
- 北河賢三・望月雅士・鬼嶋淳編 編『風見章日記・関係資料 1936-1947』みすず書房、2008年3月。ISBN 9784622073642。 NCID BA85382598。全国書誌番号:21401832。
  - 北河賢三・望月雅士・鬼嶋淳編 編『風見章日記・関係資料 1936-1947』（新装版）みすず書房、2019年3月。ISBN 9784622088066。 NCID BB28215682。全国書誌番号:23206916。

## 関連人物
- 細川嘉六 - 参議院議員、政治学者。書記官長就任以前からの盟友であり親友。
- 片山哲 - 衆議院議員。第46代内閣総理大臣。1954年、ともに憲法擁護国民連合を結成。
- 尾崎秀実 - 評論家・ジャーナリスト・共産主義者。ソビエト連邦のスパイとして活動していたが、ゾルゲ事件の首謀者の一人として死刑に処された。風見の親友でもあった。